# 2,7,4'-Trihidroksiizoflavanon 4'-O-metiltransferaza
2,7,4'-Trihidroksiizoflavanon 4'-O-metiltransferaza (EC 2.1.1.212, SAM:2,7,4'-trihidroksiizoflavanonska 4'-O-metiltransferaza, HI4'OMT, HMM1, MtIOMT5) je enzim sa sistematskim imenom S-adenozil--metionin:2,7,4'-trihidroksiizoflavanon 4'-O-metiltransferaza. Ovaj enzim katalizuje sledeću hemijsku reakciju
-adenozil--metionin + 2,7,4'-trihidroksiizoflavanon {\displaystyle \rightleftharpoons } -adenozil-L-homocistein + 2,7-dihidroksi-4'-metoksiizoflavanon
Ovaj enzim specifično metiluje 2,7,4'-trihidroksiizoflavanon u 4'-poziciji. On ne deluje na izoflavone. Enzim učestvuje u biosintezi formononetina .

## Literatura
- Nicholas C. Price; Lewis Stevens (1999). Fundamentals of Enzymology: The Cell and Molecular Biology of Catalytic Proteins (Third изд.). USA: Oxford University Press. ISBN 019850229X.
- Eric J. Toone (2006). Advances in Enzymology and Related Areas of Molecular Biology, Protein Evolution (Volume 75 изд.). Wiley-Interscience. ISBN 0471205036.
- Branden C; Tooze J. Introduction to Protein Structure. New York, NY: Garland Publishing. ISBN 0-8153-2305-0.
- Irwin H. Segel. Enzyme Kinetics: Behavior and Analysis of Rapid Equilibrium and Steady-State Enzyme Systems (Book 44 изд.). Wiley Classics Library. ISBN 0471303097.
- William P. Jencks (1987). Catalysis in Chemistry and Enzymology. Dover Publications. ISBN 0486654605.

## Spoljašnje veze
- 2,7,4'-trihydroxyisoflavanone+4'-O-methyltransferase на 